# 南冕座R
南冕座R（R Coronae Australis，R CrA）是一顆位於南冕座的變星，屬於赫比格Ae/Be星。有一個反射/發射星雲 NGC 6729 從該恆星向東南方延伸。
這顆恆星目前正在向太陽系運動，徑向速度是36 km s–1。大約22.2萬年後該恆星將會距離太陽只有1.77光年（0.54秒差距）。不過這個預測有一個誤差範圍，因此實際距離仍不明。

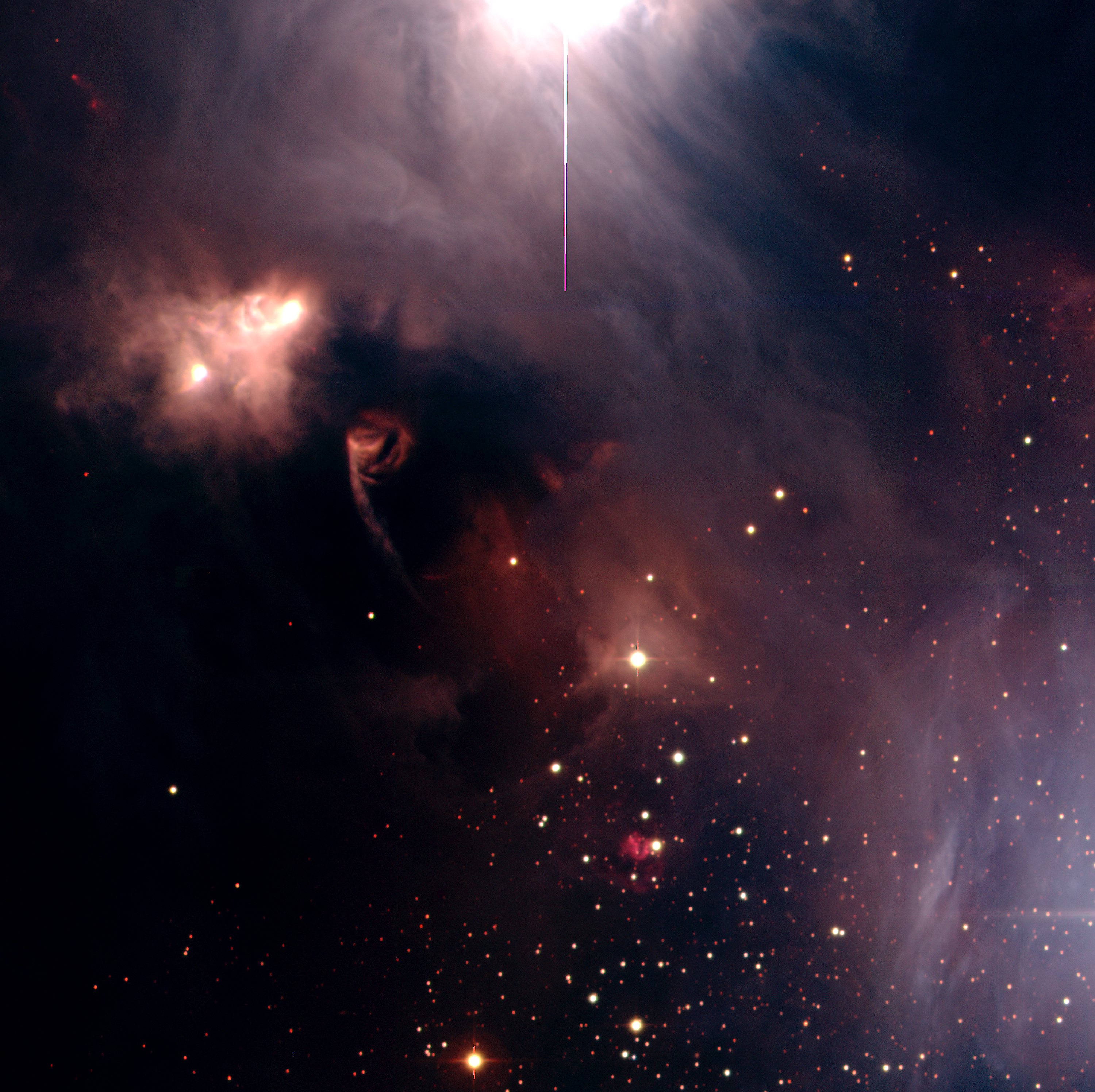
南冕座R的彩色影像，位於銀河系南部。影像版權：ESO。

## 外部連結
- R CrA （页面存档备份，存于）